# 北澤安紀
北澤 安紀（きたざわ あき、1967年 - ）は、日本の法学者。専門は国際私法。慶應義塾大学法学部教授、文部科学省宗教法人審議会会長。法務省司法試験考査委員等も歴任。

## 人物
1991年慶應義塾大学法学部法律学科卒業、1993年慶應義塾大学大学院法学研究科民事法学専攻修士課程修了、1996年一橋大学大学院法学研究科民事法専攻博士後期課程単位取得退学。
1996年慶應義塾大学法学部法律学科専任講師、2000年助教授。2003年法務省民事局総務課調査員。2005年慶應義塾大学法学部法律学科教授。2006年パリ第1大学国際私法関係研究所研究員。2015年ヴェネツィア・カ・フォスカリ大学客員教授。2016年武蔵野大学客員教授。2022年宗教法人審議会会長。
国際私法が専門で、債権譲渡の準拠法の研究等を行う。国際私法学会理事、法務省司法試験考査委員、法務省法制審議会国際裁判管轄法制（人事訴訟事件及び家事事件）部会幹事、文化庁文化審議会著作権分科会国際小委員会専門委員、同志社大学法学部第三者専門評価委員会委員等を歴任。

## 著書

### 共著
- 『リーガルクエスト国際私法』（有斐閣, 2014年）